# Neopsylla honora
Neopsylla honora är en loppart som beskrevs av Jordan 1932. Neopsylla honora ingår i släktet Neopsylla och familjen mullvadsloppor. Inga underarter finns listade i Catalogue of Life.